# 国鉄ワム50000形貨車
国鉄ワム50000形貨車（こくてつワム50000がたかしゃ）は日本国有鉄道（国鉄）の前身である鉄道省が製造した 15 t 積み二軸有蓋貨車である。

## 概要
15 t 積み二軸有蓋車は1938年（昭和13年）から鋼製のワム23000形が量産されていたが、日中戦争の激化により戦時型として本形式が1940年（昭和15年）から製造された。鋼材節約のためにワム23000形の車体の外板を省略し、鉄柱+木造構造としたもので、引戸や下回りは同等である。1943年（昭和18年）までに3,565両が、終戦後の1946年（昭和21年）に80両、合計3,645両が製造された。製造メーカーは日本車輌製造（本店・支店）、川崎車輛、汽車製造（支店）、新潟鐵工所、田中車輛の5社で、番号は1943年（昭和18年）までの製造分がワム50000 - ワム53564、1946年（昭和21年）製造がワム53565 - ワム53644である。
走り装置は12 t 長軸を使用した一段リンク式であったが、1956年（昭和31年）から1957年（昭和32年）にかけて、90両が車体の鋼体化と二段リンク化改造を受け、ワム90000形に編入された。残りの車輌については、1963年（昭和38年）からは雨漏り対策として側面・妻面の木部羽目板を耐水合板に交換する工事が進められ、約半数の車両が合板張りになった。並行して、3,223両に対しては走行装置の二段リンク化改造も実施され、大半の車両が「1968年（昭和43年）10月ダイヤ改正」以降も引き続き使用されたが、1970年代の前半から廃車が始まり、1985年（昭和60年）までに全車が廃車となった。

### 有蓋車に対する増積の実施
1943年（昭和18年）から貨車の戦時増積が実施されたが、国鉄貨物輸送の全盛期である1960年（昭和35年）にも輸送力不足の対策として、15 t 積み有蓋車の中で設計強度に余裕のあるワム50000形、ワム1900形、ワム2000形の3形式について、特定品目を除き 2 t の増積が実施された。荷重は 15 t と 17 t の二重表記とされ、形式の前に特殊標記符号として「オ」を付加し、「オワム」標記とされた。この措置は 17 t 積み有蓋車ワラ1形が量産されたことにより、1966年（昭和41年）に廃止された。

## 派生形式

### ワム1900形
ワム1900形は、台湾総督府鉄道部ワタ16000形として日本車輌製造で製造したが、戦況の悪化により現地への輸送が不可能となり日本国内に残された1944年（昭和19年）製造分を、終戦後に国鉄向けに転用したものである。1946年（昭和21年）に100両がワム1900 - ワム1999として車籍編入された。
台湾仕様で製造されたため、車軸は 12 t 短軸で、連結器などの仕様が国鉄と異なっていたが、編入に際して、自動連結器を標準的な上作用式に交換した程度で、大きな改造は行われなかった。
1968年（昭和43年）10月ダイヤ改正の時点で稼動していた96両は二段リンク式に改造され、形式名を変える事なく引き続き使用されたが、ワム50000形と異なり車体の耐水合板化は行われなかったため、1974年（昭和49年）に全廃となった。

### ワム150000形
ワム50000形のうち、1968年（昭和43年）10月ダイヤ改正時点で二段リンク化改造されなかったもの26両を形式変更したものである。元番号+100000を新番号とした。北海道内専用で使用されたが、1970年（昭和45年）には全廃された。

### ヤ90形
1961年（昭和36年）に大宮工場でワム50000形を種車として1両のみ改造製作された積付試験車である。運転または入換中に発生する荷崩れを観察して積付方法の研究や指導に使用された。改造に際して片側の側板を10 mm 厚の透明な硬質塩化ビニル板とし内部の様子が外から観察できるようになっている。また突放打ち当て試験時に速度を測定するため透明側に車軸発電式速度計が設けられている。外板塗色は黒。1984年（昭和59年）度に廃車。

### 私鉄の同形車

#### 伊那電気鉄道ワム400形
1943年（昭和18年）に伊那電気鉄道ワム400形（ワム400 - ワム404）として汽車製造（支店）で新製された。同年8月に伊那電気鉄道は国有化され国鉄飯田線となったため、ワム50000形（番号はワム53560 - ワム53564）に編入された。

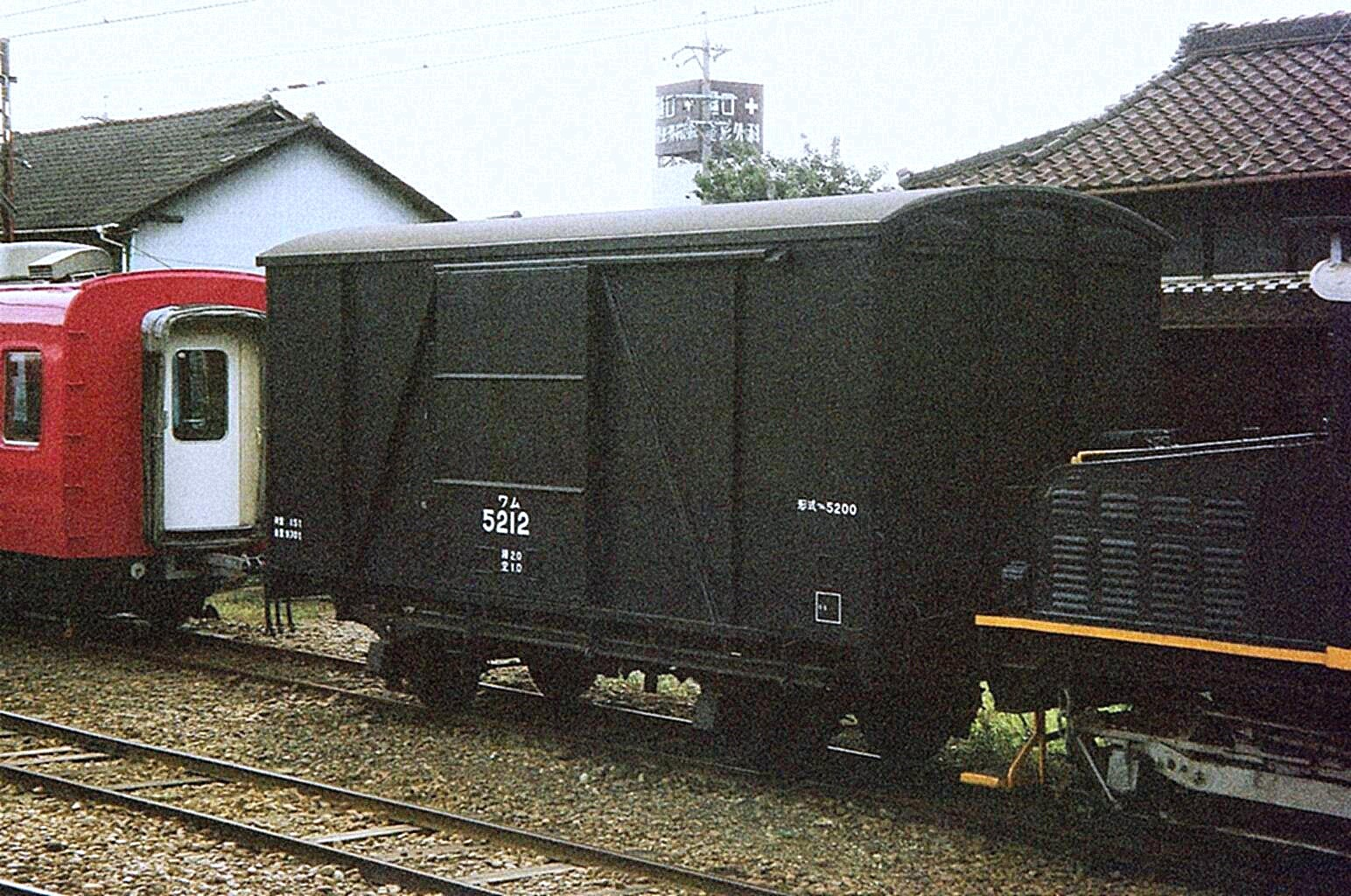
名古屋鉄道ワム5212
（2002年3月12日　喜多山検車区）

#### 名古屋鉄道ワム5200形
1942年（昭和17年）から1943年（昭和18年）に日本車輌製造で35両（ワム5201 - ワム5235）が製造された。当初は国鉄にも直通する「連絡直通貨車」として使用されたが、晩年は事故救援車として須ヶ口駅、喜多山駅などに配置されていた。最後に残ったワム5212は2007年7月5日に廃車になった。

## 譲渡
- ワム50016 → 上信電気鉄道ワム500（1950年）